# Spilomyia sayi
Spilomyia sayi (Goot, 1964) è un insetto dittero della famiglia Syrphidae, comune nel Nord America.
Gli adulti sono lunghi tra i 12 ed i 16 mm. Gli insetti sono visibili da giugno fino ad ottobre.